# Hendrik Lorentz
Pour les personnes ayant le même patronyme, voir Lorentz.
Pour les personnes ayant un patronyme homophone, voir Lorenz.
Hendrik Antoon Lorentz, né le 18 juillet 1853 à Arnhem (Pays-Bas) et mort le 4 février 1928 à Haarlem (Pays-Bas), est un physicien néerlandais qui s'est illustré par ses travaux théoriques sur la nature de la lumière et la constitution de la matière. Il est co-lauréat avec Pieter Zeeman du prix Nobel de physique de 1902.

## Biographie
La majorité de ses travaux portèrent sur l'électromagnétisme. Il a laissé son nom aux transformations de Lorentz qui sont à la base de la théorie de la relativité restreinte. Elles ont été présentées par Lorentz dans le but d'expliquer les résultats de l'expérience de Michelson-Morley par une contraction réelle des longueurs dans le sens du mouvement, ce qui n'est d'ailleurs pas compatible avec l'interprétation moderne de la théorie de la relativité restreinte qui affirme seulement que la mesure d'une distance ou d'une durée dépend du référentiel dans lequel se fait cette mesure et n'a donc pas de caractère absolu. La théorie de Lorentz implique également l'existence d'un référentiel absolu, le seul où les lois de l'électromagnétisme seraient applicables et d'un milieu, l'éther, qui servirait de support à la propagation des ondes électromagnétiques et qui serait fixe dans ce référentiel absolu.
Lorentz partagea, en 1902, le prix Nobel de physique avec Pieter Zeeman « en reconnaissance des extraordinaires services qu'ils ont rendus par leurs recherches sur l'influence du magnétisme sur les phénomènes radiatifs ».
Il a reçu en 1908 la médaille Rumford. Il est lauréat de la médaille Franklin en 1917 pour ses travaux sur la nature de la lumière et la constitution de la matière. Il a également reçu la médaille Copley en 1918.
Les travaux de la commission qu'il dirigea lors de l'étude préliminaire des travaux du Zuiderzee amenèrent à modifier le tracé de l'Afsluitdijk pour diminuer l'impact de cette digue sur les hauteurs d'eau induites par les marées et les tempêtes.

## Hommages
En son honneur, l'Académie royale des arts et des sciences néerlandaise, KNAW, a fondé en 1926 la médaille Lorentz.
L'astéroïde (29208) Halorentz est nommé en son honneur.

#### Bases de données et dictionnaires
- Ressources relatives à la recherche :   - Académie royale de Belgique
  - Biodiversity Heritage Library
  - La France savante
  - Harvard University Herbaria & Libraries
  - Mathematics Genealogy Project
- Ressource relative à l'astronomie :   - Biographical Encyclopedia of Astronomers
- Notices dans des dictionnaires ou encyclopédies généralistes :   - Biografisch Woordenboek van Nederland
  - Biografisch Portaal van Nederland
  - Britannica
  - Brockhaus
  - Den Store Danske Encyklopædi
  - Deutsche Biographie
  - Enciclopedia italiana
  - Gran Enciclopèdia Catalana
  - Hrvatska Enciklopedija
  - Internetowa encyklopedia PWN
  - Larousse
  - Nationalencyklopedin
  - Proleksis enciklopedija
  - Store norske leksikon
  - Treccani
  - Universalis
  - Visuotinė lietuvių enciklopedija
- Notices d'autorité :   - VIAF
  - ISNI
  - BnF (données)
  - IdRef
  - LCCN
  - GND
  - Italie
  - Japon
  - CiNii
  - Espagne
  - Pays-Bas
  - Pologne
  - Israël
  - NUKAT
  - Suède
  - Vatican
  - Australie
  - Norvège
  - WorldCat